# رأی‌گریزی
رأی‌گریزی بی‌علاقگی مردم به شرکت در انتخابات است و معمولاً دلیل اصلی مشارکت پایین در انتخابات اختیاری و رأی خرکی در انتخابات اجباری محسوب می‌شود. اصطلاح مشابه انتخابات‌زدگی خود از دلایل رأی‌گریزی است که ناشی از خستگی مردم از شرکت در انتخابات به دلیل برگزاری مکرر انتخابات است.